# Władysław Szulczewski (pilot)
Władysław Szulczewski (ur. 22 stycznia 1902 w Grójcu Małym, zm. w 1948) – polski pilot doświadczalny i sportowy, starszy sierżant pilot Polskich Sił Powietrznych.

## Życiorys
Syn Hipolita i Anny. Wstąpił do Wojska Polskiego i służył w 5 eskadrze wywiadowczej. W sierpniu 1923 roku wystartował w zawodach lotniczych na lotnisku Ławica i zajął w nich czwarte miejsce. W maju 1925 roku wystartował w II Wszechpolskim Konkursie Szybowców na Oksywiu na szybowcu S-1 konstrukcji inż. Józefa Wallisa. W trakcie tego samego konkursu wykonał również loty na szybowcu „Bimbuś” konstrukcji Franciszka Jacha oraz jeden lot na szybowcu „Żabuś” konstrukcji inż. Jana Siejakowskiego. Na szybowcu „Bimbuś” wykonał lot trwający 16 sekund, w czasie którego przeleciał 260 metrów. Lot zakończył się uszkodzeniem szybowca, które naprawiono w ciągu jednego dnia. Podczas jednego z kolejnych lotów na „Bimbusiu” o „włos” uniknął zderzenia z chłopskim wozem. Podczas zawodów zdobył nagrodę w wysokości 1000 złotych za uzyskanie wysokości 23 m ponad wysokość startu na szybowcu S-1. Nagrodę ufundował Bank Poznański. W kategorii najdłuższego lotu zajął trzecie miejsce, za co został uhonorowany srebrnym pucharem ufundowanym przez mecenasa Chorzelewskiego.
W latach 1927–1928 pracował w Lidze Obrony Powietrznej i Przeciwgazowej, gdzie jako pilot wykonywał loty propagandowe na rzecz tej organizacji. Jesienią 1927 roku oblatał amatorski samolot HL-2 „Haroldek” konstrukcji Józefa Medweckiego. W październiku 1927 roku na tym samolocie miał wziąć udział w I Krajowym Konkursie Awionetek. Z powodu awarii systemu paliwowego lądował przymusowo i nie dotarł na czas na miejsce startu. Wystartował w zawodach poza konkursem i uzyskał lepszy wynik od zwycięskiego RWD. W latach 1928–1939 był pilotem doświadczalnym w Zakładach Mechanicznych E. Plage i T. Laśkiewicz w Lublinie, a następnie w powstałej z nich Lubelskiej Wytwórni Samolotów.
We wrześniu 1928 roku oblatał samolot MN-3 konstrukcji Józefa Medweckiego i Zygmunta Nowakowskiego. Samolot został skonstruowany z myślą o udziale w II Krajowym Konkursie Awionetek, jednak podczas przelotu do Warszawy Szulczewski musiał przymusowo lądować pod Sochaczewem z powodu awarii silnika. Jesienią tego samego roku oblatał samolot DUS-III Ptapta, na którym 6 października 1929 roku wystartował w zawodach Lot Południowo-Zachodniej Polski. W klasyfikacji ogólnej zajął ósme miejsce oraz uzyskał nagrodę indywidualną za akrobację w postaci zegara.
W 1929 i 1930 roku podejmował próby bicia rekordu świata w długotrwałości lotu. Uzyskał wsparcie finansowe Banku Gospodarstwa Krajowego i wytwórni Plage i Laśkiewicz, dzięki któremu przebudował samolot DUS-III Ptapta na wersję rekordową. W miejscu pasażera został zamontowany dodatkowy zbiornik paliwa. Pierwszą próbę bicia rekordu podjął w październiku 1929 roku, ale przerwał ją po ośmiogodzinnym locie na lotnisku Poznań-Ławica z powodu trudnych warunków atmosferycznych. Druga próba, z maja 1930 roku, zakończyła się zaraz po starcie. Przeciążony paliwem samolot po starcie przepadł i zawadził skrzydłem o ziemię.
W dniach 4-16 marca 1931 roku na samolocie Lublin R.XIV (o znakach SP-AFD) wyposażonym w narty Władysław Szulczewski wziął udział w rajdzie Aeroklubu Warszawskiego do Estonii. W trakcie rajdu wykonał w Tallinnie akrobacje powietrzne. Latem 1931 roku oblatał samolot Hanriot H.28 wyposażony w pierwszą wersję usterzenia motylkowego zaprojektowanego przez inż. Jerzego Rudlickiego.
Na samolocie LKL-5 wystartował w III Lubelsko-Podlaskich Zimowych Zawodach Lotniczych rozegranych od 3 do 5 lutego 1933 roku, ale odpadł z zawodów z powodu zatkania się filtra paliwa i przymusowego lądowania pod Parczewem. Od połowy sierpnia 1934 roku uczestniczył w lotach próbnych samolotu Lublin R-XX. Późną jesienią 1937 roku oblatał prototyp samolotu sanitarnego LWS-2. Na przełomie marca i kwietnia 1938 roku wykonał pierwsze loty na samolocie LWS-3 Mewa. Podczas jednego z lotów na Mewie przeżył kraksę, która zakończyła się jego wypadnięciem z kabiny.
Po wybuchu II wojny światowej został 9 września 1939 roku ewakuowany z Lublina. Przez Rumunię przedostał się do Francji. 5 lutego 1940 roku wstąpił do Wojska Polskiego we Francji, został przydzielony do szkoły radiooperatorów jako pilot. Po upadku Francji przedostał się do Wielkiej Brytanii, gdzie wstąpił do RAF i otrzymał numer służbowy 783689.
Początkowo został przydzielony do 4. Ferry Pilots Pool w bazie RAF Kemble. 21 listopada 1940 roku rozpoczął służbę w Ghanie, w Polish Detachment RAF Takoradi. Zajmował się przebazowywaniem samolotów z zachodniego wybrzeża Afryki na Bliski i Środkowy Wschód. 13 marca 1942 roku został przeniesiony do 109. Maintenance Unit w Port Sudan, gdzie oblatywał myśliwce Curtiss P-40 Kittyhawk.
20 czerwca 1942 roku został wyróżniony pochwałą dowódcy Oddziału PSP na Środkowym Wschodzie za działania podjęte w celu odnalezienia zaginionego w pustyni F/Sgt Ignacego Mikołajczaka. Na początku 1943 roku został przeniesiony do 56. Repair & Salvage Unit w Habbanija, a po jej likwidacji w maju tego samego roku został przeniesiony do 216. Grupy Transportowej. 14 stycznia 1944 roku został przeniesiony do 1. British Airways Repair Unit (przeformowaną w marcu w 168. Maintenance Unit) w bazie RAF w Heliopolis, gdzie służył do 1946 roku. Wojnę zakończył w stopniu starszego sierżanta.
Zmarł w 1948 roku i został pochowany na cmentarzu Campo Verano w Rzymie.

## Oblatane samoloty
Samoloty oblatane przez Władysława Szulczewskiego:
| Lp | Nazwa           | Data oblotu               | Uwagi                                                     | Zdjęcie |
| -- | --------------- | ------------------------- | --------------------------------------------------------- | ------- |
| 1  | HL-2 „Haroldek” | jesień 1927 r.            |                                                           |         |
| 2  | MN-3            | wrzesień 1928 r.          |                                                           |         |
| 3  | DUS-III Ptapta  | jesień 1928 r.            |                                                           |         |
| 4  | Lublin R.XI     | 8 lutego 1930 r.          | znaki rejestracyjne SP-ACC                                |         |
| 5  | Lublin R.XIV    | 5 czerwca 1930 r.         | nr wojskowy 54-1                                          |         |
| 6  | LKL-2 bis       | połowa lipca 1930 r.      | znaki rejestracyjne SP-ADE                                |         |
| 7  | Lublin R.XII    | jesień 1930 r.            | znaki rejestracyjne SP-AFB                                |         |
| 8  | Hanriot H.28    | lato 1931 r.              | (nr fabryczny 30.83) wyposażony w usterzenie motylkowe    |         |
| 9  | Lublin R.XVI    | luty 1932 r.              |                                                           |         |
| 10 | LKL-4           | jesień 1932 r.            | znaki rejestracyjne SP-AHR                                |         |
| 11 | Lublin R.XVIb   | druga połowa maja 1933 r. | znaki rejestracyjne SP-AKP                                |         |
| 12 | LKL-5           | 22 stycznia 1933 r.       | znaki rejestracyjne SP-AIS                                |         |
| 13 | LWS-2           | jesień 1937 r.            | znaki rejestracyjne SP-ATP                                |         |
| 14 | LWS-3 Mewa      | kwiecień 1938 r.          | prototyp z silnikiem Gnóme-Rhóne 14MO1 (nr wojskowy 55.1) |         |
| 15 | LWS-3 Mewa      | jesień 1938 r.            | drugi prototyp (nr wojskowy 55.2)                         |         |

## Ordery i odznaczenia
- Brązowy Krzyż Zasługi z Mieczami
- Medal Lotniczy – trzykrotnie[25]